# Baumol-Tobinmodel
Het Baumol-Tobinmodel is een model dat de transactiegeldvraag verklaart. Het model werd onafhankelijk ontwikkeld door William Baumol en James Tobin. De theorie wijst erop dat er een ruilverhouding is tussen het aanhouden van geld, wat liquiditeit verschaft, en de verloren gegane interest door het geld aan te houden.
De geldvraag is bijgevolg afhankelijk van drie variabelen, de nominale interestvoet, het beschikbaar inkomen en de transactiekosten om vermogen te verplaatsen tussen interesthoudende deposito's en geld. Naarmate de rente hoger is, zal het voordeliger zijn om minder geld voor transactiedoeleinden aan te houden.
Het model was origineel bedoeld om micro-economische fundamenten te voorzien aan de aggregate geldvraagfunctie in Keynesiaanse en monetaristische macro-economische modellen.